# Anathoth

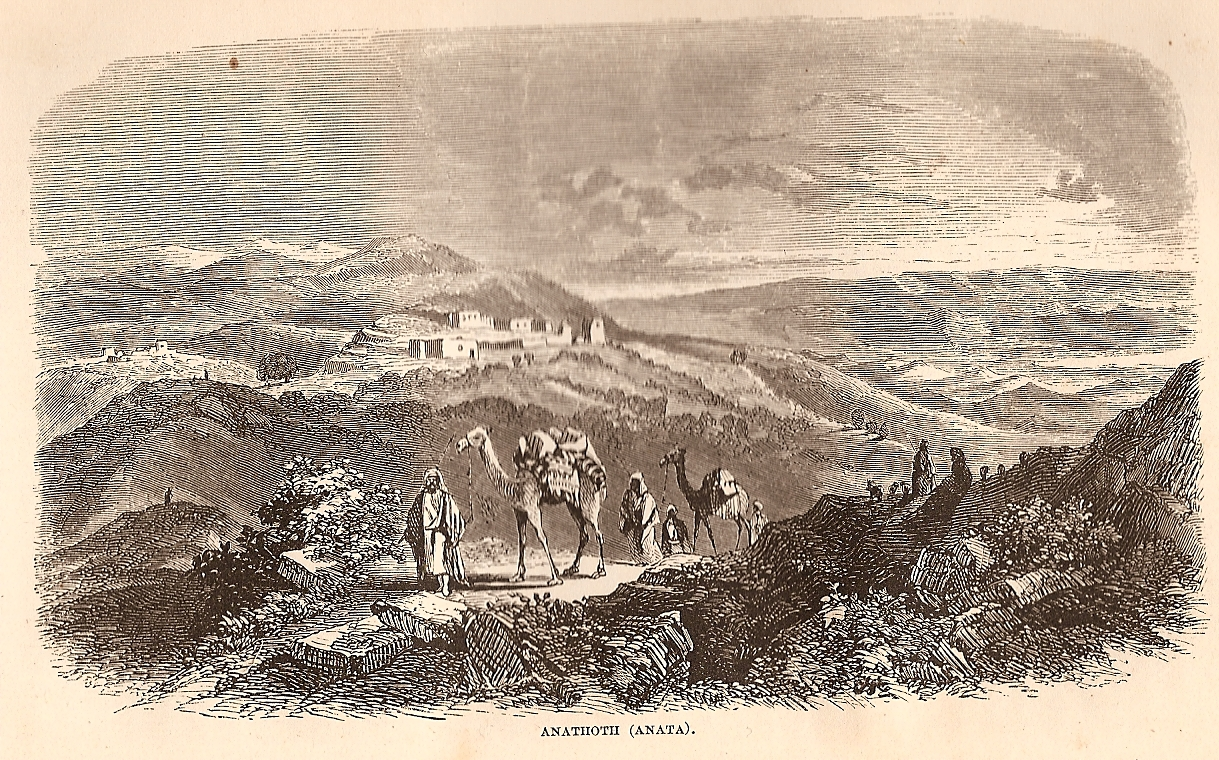

Anathoth est le nom d'une des villes lévitiques donné à la tribu de Lévi par la tribu de Benjamin.
Anatot est mentionnée dans la Bible comme le lieu d'exil du prêtre Abiathar (premier livre des Rois 2/26), comme la ville natale du prophète Jérémie (livre de Jérémie 1/1) et comme l'une des villes reconstruites lors du retour de Babylone (livre d'Esdras 2/23 et livre de Néhémie 7/27 et 10/20).
Ses habitants sont les Antothites ou Anetothites.
C'est aussi le nom d'un des descendants de Benjamin dans Chroniques (1, 7-8) et Néhémie (10, 19).
Edward Robinson, dans la ligne d'Épiphane de Salamine, l'identifie au village arabe d''Anata mais Claude Reignier Conder et Horatio Herbert Kitchener l'associe en 1883 à Abou Gosh.